# Pentakill (gruppo musicale)
I Pentakill sono un gruppo musicale heavy metal virtuale statunitense composto da sei personaggi del videogioco League of Legends: Kayle, Karthus, Mordekaiser, Sona, Yorick e Olaf. La loro musica è composta ed eseguita principalmente dal team musicale interno di Riot Games, ma presenta vari cameo da parte di rinomati musicisti metal.
Il nome del gruppo è ispirato al termine con cui nei videogiochi ci si riferisce all'eliminazione consecutiva di cinque avversari.

## Carriera musicale
Il gruppo ha esordito online con il primo album, Smite and Ignite, nel 2014; successivamente il loro secondo album, Grasp of the Undying, ha raggiunto il primo posto nelle classifiche metal di iTunes nel 2017 mentre, nel 2021, hanno pubblicato il terzo album, III: Lost Chapter, presentandolo in anteprima sotto forma di concerto "live" interattivo col featuring di Viego.

## Formazione

### Principale
- Kayle (Noora Louhimo[9]) – voce
- Karthus (Jørn Lande[10]) – voce
- Mordekaiser – chitarra
- Sona Buvelle – tastiere
- Yorick Mori – basso
- Olaf – batteria

### Turnisti
- Per Johansson[9] - cori
- ZP Theart[10] - cori
- Viego vol Kalah Heigaari (Telle Smith[6]) - seconda voce
- Tre Watson[6] - cori e programmazione
- Derek Sherinian[10] - tastiere
- Danny Lohner[10] - chitarra
- Joe Atlan[9] - tastiere
- Gregg Bissonette[10] - batteria
- Tommy Lee[9] - batteria
- Scott Kirkland[9] - mix
- Benjamin Ellis[11] - chitarra

## Discografia

### Album
- 2014 – Smite and Ignite
- 2017 – II: Grasp of the Undying
- 2021 – III: Lost Chapter